# Extreme 40
L'Extreme 40 est une classe de catamarans à voile créée par TornadoSport et dessinée par Yves Loday. Mesurant 40 pieds de long, ils sont construits en fibre de carbone.

## Description
Ils ont une vitesse maximale d'approximativement 40 nœuds et peuvent naviguer à 35 nœuds dans 20 à 25 nœuds de vent. Le premier Extreme 40 a été lancé en 2005. Ils sont les bateaux utilisés lors des Extreme Sailing Series (anciennement l'iShares Cup). Ils sont essentiellement une version plus grande et plus puissante des Tornado utilisés lors des jeux olympiques.
Les Extreme 40 mesurent 40 pieds (12,192 m) de long, ont un maître-bau de 23 pieds (7,0104 m), un déplacement de 1 250 kilogrammes, une hauteur de mât de 62 pieds (18,8976 m). La grand-voile et le foc ont une surface de respectivement 75 m2 et 25 m2. Le gennaker utilisé au portant a une surface de 78 m2.
Ils sont connus pour leur forte tendance à enfourner.